# Lista de prefeitos de Itaguaí
Esta é a lista de prefeitos da Cidade de Itaguaí, Localizado No Estado Brasileiro do Rio de Janeiro na Região da Costa Verde. Compreende a Todas as Pessoas, que Governaram A Prefeitura Municipal de Itaguaí, desde Primeiro Prefeito do Município, Domingos Acácio de Oliveira, que Assumiu em 1923, Por Meio de uma Nomeação do Governador do Estado do Rio de Janeiro na época.
mesmos sendo Elevado a Condição de Município em 1892, Itaguaí, Só Teve Seu Primeiro Prefeito em 1923, quando o Então Governador do Rio de Janeiro, Feliciano Sodré, Fez Uma Nomeação que Nomeava, Domingos Acácio de Oliveira Como Prefeito do Município de Itaguaí.
Nesse Tempo quando Itaguaí Ainda Não Possuía um Prefeito, as  Funções Executivas eram também da Alçada dos Presidentes das Câmaras Municipais.
Domingos Acácio de Oliveira, mesmo Possuindo poucos recursos financeiros, procurou fazer uma administração eficiente, desenvolvendo um Otimo Serviço à frente do executivo do Município.
Itaguaí, Foi Marcada Por vários Prefeitos Corruptos, Como Por Exemplo, Luciano Carvalho Mota(2013-2015) e Carlos Busato Junior(2005-2012, 2017-2020), Que foram sofreram Impeachment.
Hoje em Dia, Itaguaí, Está Sendo Governada Provisóriamente Pelo Prefeito Eleito, Rubens Vieira (Dr.Rubão) do (Podemos), até que uma Decisão Definitiva seja feita.
O cargo de prefeito no Brasil, foi criado em 11 de abril de 1835, pela assembleia provincial paulista, em reação aos amplos poderes conferidos pelo Código de Processo Criminal de 1832 às câmaras municipais. Seguiram o exemplo paulista seis províncias do nordeste brasileiro (Alagoas, Ceará, Maranhão, Paraíba, Pernambuco e Sergipe).
Sob a vigente ordem constitucional, essa designação é dada ao funcionário público do Poder Executivo municipal, que exerce seu cargo em função de uma legislatura (mandato), sendo para tanto eleito a cada quatro anos, podendo ser reeleito por mais 4 anos (segundo mandato).
Funções
O poder executivo municipal chefia a administração e comanda os serviços públicos, tendo como comandante o prefeito.
A partir da constituição brasileira de 1934, o cargo de prefeito passou a ser o único, em todo o Brasil, ao qual estão atribuídas as funções de chefe do poder executivo do governo local, em simetria aos chefes dos executivos da União e do estado, portanto, em forma monocrática. Este texto quer dizer que deverá haver harmonia e integração de ação entre as esferas envolvidas sem a intervenção de uma na outra, exceto nos casos previstos na Constituição Federal.
Eleições
O prefeito é eleito por sufrágio universal, secreto, direto, em pleito simultâneo em todo o País, realizado a cada quatro anos, no primeiro domingo de outubro.
E trinta dias após tem lugar o segundo turno, se o eleito em primeiro lugar não atingir 50% dos votos válidos mais um voto, no caso de municípios com mais de duzentos mil eleitores.
Conforme a legislação eleitoral atual no Brasil para tornar-se elegível, exige-se uma série de requisitos;
- Possuir nacionalidade brasileira ou portuguesa (neste caso, o cidadão português deve se encontrar amparado pelo Estatuto de Igualdade entre Portugueses e Brasileiros),
- Título de eleitor em dia e estar em gozo pleno do exercício dos direitos políticos,
- Domicilio eleitoral na circunscrição na qual o candidato se apresenta,
- Filiação partidária,
- Ser alfabetizado (tópico invalidado pela atual constituição brasileira de 1988),
- Desincompatibilização de cargo público — Se ocupa um cargo público deve sair seis meses antes das eleições e voltar caso possa só após seis meses ao pleito eleitoral,
- Renúncia de outro mandado até seis meses antes do pleito e não ser parente afim ou consangüíneo, até segundo grau, ou cônjuge de titular de cargo eletivo; pode, entretanto, ser candidato à reeleição (artigo 14 da Constituição),
- Ter idade mínima de 21 anos.

## Prefeitos de Itaguaí
| Nº | Nome                                        | Imagem                                           | Partido                                          | Início do mandato       | Fim do mandato                          | Observações                                                       |
| 1  | Domingos Acácio de Oliveira                 |                                                  | Partido Republicano Fluminense PRF               | 1° de janeiro de 1923   | 31 de dezembro de 1925                  | Prefeito eleito em sufrágio universal                             |
| 2  | Cassiano Caxias dos Santos                  |                                                  | Partido Republicano Fluminense PRF               | 1° de janeiro de 1926   | 31 de julho de 1931                     |                                                                   |
| 3  | Dr. Clóvis Thimóteo de Azevedo              |                                                  | Partido Republicano Fluminense PRF               | 1 de agosto de 1931     | 11 de dezembro de 1934                  |                                                                   |
| 4  | Jaime Martins Reis                          |                                                  | Partido Republicano Fluminense PRF               | 26 de fevereiro de 1935 | 3 de maio de 1936                       |                                                                   |
| 5  | Cassiano Caxias dos Santos                  |                                                  | Partido Republicano Fluminense PRF               | 2 de fevereiro de 1937  | 14 de maio de 1937                      |                                                                   |
| 6  | Roberto do Amaral Fernandes                 |                                                  |                                                  | 14 de maio de 1937      | 2 de fevereiro de 1942                  |                                                                   |
| 7  | Vicente Cicarino                            |                                                  |                                                  | 3 de fevereiro de 1942  | 30 de janeiro de 1948                   |                                                                   |
| 8  | José Maria de Brito                         |                                                  |                                                  | 31 de janeiro de 1948   | 30 de janeiro de 1951                   |                                                                   |
| 9  | Vicente Cicarino                            |                                                  |                                                  | 31 de janeiro de 1951   | 5 de abril de 1952                      |                                                                   |
| 9  | Dr. Theóphilo Panaro Figueira               |                                                  |                                                  | 6 de abril de 1952      | 22 de dezembro de 1952                  |                                                                   |
| 10 | Vicente Cicarino                            |                                                  |                                                  | 23 de dezembro de 1952  | 30 de janeiro de 1955                   |                                                                   |
| 11 | Dr. José de Morais Dias                     |                                                  |                                                  | 31 de janeiro de 1955   | 30 de janeiro de 1959                   |                                                                   |
| 12 | Vicente Cicarino                            |                                                  |                                                  | 31 de janeiro de 1959   | 30 de janeiro de 1962                   |                                                                   |
| 13 | Sebastião Conceição                         |                                                  |                                                  | 31 de janeiro de 1962   | 30 de janeiro de 1964                   |                                                                   |
| 14 | Isoldackson Cruz de Brito                   |                                                  |                                                  | 31 de janeiro de 1964   | 31 de janeiro de 1967                   | Prefeito eleito em sufrágio universal                             |
| 15 | Wilson Pedro Francisco                      |                                                  |                                                  | 1 de fevereiro de 1967  | 30 de janeiro de 1971                   |                                                                   |
| 16 | Newton Moreira Cavalcanti de Albuquerque    |                                                  |                                                  | 31 de janeiro de 1971   | 31 de janeiro de 1973                   |                                                                   |
| 17 | Wilson Pedro Francisco                      |                                                  |                                                  | 1° de fevereiro de 1973 | 31 de janeiro de 1977                   |                                                                   |
| 18 | Abeilard Goulart de Souza                   |                                                  |                                                  | 1° de fevereiro de 1977 | 31 de janeiro de 1982                   |                                                                   |
| 19 | Otoni Rocha                                 |                                                  |                                                  | 1° de fevereiro de 1983 | 31 de dezembro de 1988                  | Prefeito eleito em sufrágio universal                             |
| 20 | Abeilard Goulart de Souza                   |                                                  |                                                  | 1° de janeiro de 1989   | 26 de janeiro de 1991                   | Prefeito eleito em sufrágio universal, falecido durante o mandato |
| 21 | Saulo Severino Campos de Farias             |                                                  |                                                  | 27 de janeiro de 1991   | 31 de dezembro de 1992                  |                                                                   |
| 22 | Benedito Marques de Amorim                  |                                                  |                                                  | 1° de janeiro de 1993   | 31 de dezembro de 1996                  | Prefeito eleito em sufrágio universal                             |
| 23 | José Sagario Filho                          |                                                  | Partido da Social Democracia Brasileira PSDB     | 1º de janeiro de 1997   | 31 de dezembro de 2000                  | Prefeito eleito em sufrágio universal                             |
| 23 | José Sagario Filho                          | 1º de janeiro de 2001                            | Partido da Social Democracia Brasileira PSDB     | 31 de dezembro de 2004  | Prefeito reeleito em sufrágio universal |                                                                   |
| 24 | Carlo Busatto Junior, Charlinho             |                                                  | Partido da Frente Liberal PFL                    | 1º de janeiro de 2005   | 31 de dezembro de 2008                  | Prefeito eleito em sufrágio universal                             |
| 24 | Carlo Busatto Junior, Charlinho             | Partido do Movimento Democrático Brasileiro PMDB | 1º de janeiro de 2009                            | 31 de dezembro de 2012  | Prefeito reeleito em sufrágio universal |                                                                   |
| 25 | Luciano Carvalho Mota                       |                                                  | Partido da Social Democracia Brasileira PSDB     | 1º de janeiro de 2013   | 31 de março de 2015                     | Prefeito eleito em sufrágio universal                             |
| 26 | Weslei Gonçalves Pereira                    |                                                  | Partido Socialista Brasileiro PSB                | 31 de março de 2015     | 31 de dezembro de 2016                  | Vice-prefeito eleito no cargo de prefeito                         |
| 27 | Carlo Busatto Junior, Charlinho             |                                                  | Partido do Movimento Democrático Brasileiro PMDB | 1º de janeiro de 2017   | 10 de julho de 2020                     | Prefeito eleito em sufrágio universal                             |
| 28 | Rubem Vieira de Souza, Dr. Rubão            |                                                  | Podemos PODE                                     | 11 de julho de 2020     | 31 de dezembro de 2024                  | Prefeito eleito em sufrágio universal                             |
| 29 | Haroldo Rodrigues de Jesus Neto, Haroldinho |                                                  | Partido Democrático Trabalhista PDT              | 1° de Janeiro de 2025   | 18 de Junho de 2025                     | Prefeito eleito em sufrágio universal                             |
| 30 | Rubem Vieira de Souza, Dr. Rubão            |                                                  | Podemos PODE                                     | 18 de junho de 2025     | "atual"                                 | Prefeito eleito em sufrágio universal                             |

Legenda
| Cor    | Significado                                                                                |
| Verde  | mandatários eleitos por votação direta ou indireta (pela câmara municipal)                 |
| Bege   | mandatários nomeados diretamente pelo governo central em período de Ditadura Civil-Militar |
| Branco | A classificar                                                                              |